# 227 TCN
227 TCN là một năm trong lịch La Mã.